# Ringpootroetneusje
Het ringpootroetneusje (Parasyrphus vittiger) is een vliegensoort uit de familie van de zweefvliegen (Syrphidae). De wetenschappelijke naam van de soort is voor het eerst geldig gepubliceerd in 1843 door Zetterstedt.